# Verkiezingen voor het Europees Parlement 1994 in Nederland
Op 9 juni 1994 vonden in Nederland verkiezingen plaats voor de zittingsperiode 1994/1999 van het Europees Parlement. Voor Nederland waren bij deze verkiezingen 31 zetels beschikbaar, zes meer dan bij de verkiezingen in 1989.

## Deelnemende partijen
| Lijst | Partij                              | Lijsttrekker       | Europese partij | Europese fractie |
| ----- | ----------------------------------- | ------------------ | --------------- | ---------------- |
| 1     | CDA - Europese Volkspartij          | Hanja Maij-Weggen  | EVP             | EVP-ED           |
| 2     | P.v.d.A./Europese Sociaaldemocraten | Hedy d'Ancona      | PES             | PES              |
| 3     | VVD - Europese Liberaal-Democraten  | Gijs de Vries      | ELDR            | ALDE             |
| 4     | D66                                 | Jan-Willem Bertens | ELDR            | ALDE             |
| 5     | SGP, GPV en RPF                     | Leen van der Waal  |                 | ENS              |
| 6     | Een Betere Toekomst...              | Nigel Franks       |                 |                  |
| 7     | SP (Socialistische Partij)          | Tiny Kox           |                 |                  |
| 8     | De Groenen                          | Herman Verbeek     | EFGP            |                  |
| 9     | Lijst-de Groen                      | Jan de Groen       |                 |                  |
| 10    | Centrumdemocraten                   | Wil Schuurman      |                 |                  |
| 11    | GROENLINKS                          | Nel van Dijk       | EFGP            | Groenen/EVA      |

## Uitslag

### Opkomst
|                  | 1989       | 1989      | 1994       | 1994  |
| # stemmen        | %          | # stemmen | %          |       |
| ---------------- | ---------- | --------- | ---------- | ----- |
| Kiesgerechtigden | 11.099.133 |           | 11.618.677 |       |
| Niet opgekomen   | 5.828.759  | 52,52     | 7.471.947  | 64,31 |
| Opkomst          | 5.270.374  | 47,48     | 4.146.730  | 35,69 |
| Ongeldig/blanco  | 28.041     | 0,53      | 13.173     | 0,32  |
| Geldige stemmen  | 5.242.333  | 99,47     | 4.133.557  | 99,68 |
| Kiesdeler        | 233.150    | -         | 133.340    | -     |

### Verkiezingsuitslag en zetelverdeling naar partijen
De definitieve verkiezingsuitslag werd op 15 juni 1994 door de Kiesraad bekendgemaakt.
| Partij                              | 1989      | 1989  | 1989   | 1994      | 1994  | 1994   | verschil | verschil |
| Partij                              | # stemmen | %     | zetels | # stemmen | %     | zetels | %        | zetels   |
| ----------------------------------- | --------- | ----- | ------ | --------- | ----- | ------ | -------- | -------- |
| CDA - Europese Volkspartij          | 1.814.107 | 34,60 | 10     | 1.271.855 | 30,77 | 10     | -3,83    | 0        |
| P.v.d.A./Europese Sociaaldemocraten | 1.609.626 | 30,70 | 8      | 945.869   | 22,88 | 8      | -7,82    | 0        |
| VVD – Europese Liberaal-Democraten  | 714.745   | 13,63 | 3      | 740.443   | 17,91 | 6      | +4,28    | +3       |
| D66                                 | 311.990   | 5,95  | 1      | 481.843   | 11,66 | 4      | +5,71    | +3       |
| SGP, GPV en RPF                     | 309.060   | 5,90  | 1      | 322.793   | 7,81  | 2      | +1,91    | +1       |
| GROENLINKS                          | 365.535   | 6,97  | 2      | 154.547   | 3,74  | 1      | -3,23    | -1       |
| De Groenen                          | -         | -     | -      | 97.206    | 2,35  | 0      | +2,35    | 0        |
| SP (Socialistische Partij)          | 34.332    | 0,65  | 0      | 55.311    | 1,34  | 0      | +0,69    | 0        |
| Centrumdemocraten                   | 40.780    | 0,78  | 0      | 43.299    | 1,05  | 0      | +0,27    | 0        |
| Een Betere Toekomst...              | -         | -     | -      | 11.547    | 0,28  | 0      | +0,28    | 0        |
| Lijst-de Groen                      | -         | -     | -      | 8.844     | 0,21  | 0      | +0,21    | 0        |
| overige partijen in 1989            | 42.158    | 0,80  | 0      | -         | -     | -      | -0,80    | 0        |
| totaal                              | 5.242.333 | 100   | 25     | 4.133.557 | 100   | 31     | 0        | 0        |